# Rząśnia (gmina)
Pour les articles homonymes, voir Rząśnia.
Rząśnia est une gmina (commune) rurale (gmina wiejska) du powiat de Pajęczno, dans la Voïvodie de Łódź, dans le centre de la Pologne.
Son siège administratif (chef-lieu) est le village de Rząśnia, qui se situe environ 9 kilomètres (km) au nord de Pajęczno (siège du powiat) et 70 kilomètres au sud-ouest de la capitale régionale Łódź (capitale de la voïvodie).
La gmina couvre une superficie de 86,37 km2 pour une population de 4 814 habitants en 2007.

## Géographie
La gmina inclut les villages et localités de :

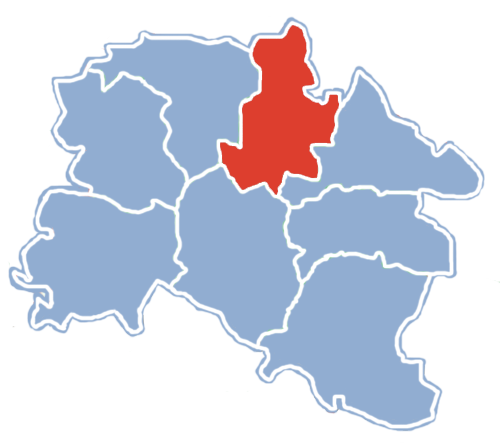
Localisation de la gmina dans le powiat de Pajęczno

- Augustów
- Będków
- Biała
- Broszęcin
- Broszęcin-Kolonia
- Gawłów
- Kodrań
- Krysiaki
- Marcelin
- Rekle
- Rychłowiec
- Rząśnia
- Ścięgna
- Stróża
- Suchowola
- Suchowola-Majątek
- Zabrzezie
- Żary
- Zielęcin

### Gminy voisines
La gmina de Rząśnia est voisine des gminy suivantes :
- Kiełczygłów
- Pajęczno
- Rusiec
- Strzelce Wielkie
- Sulmierzyce
- Szczerców

## Administration
De 1975 à 1998, la gmina était attachée administrativement à l'ancienne voïvodie de Piotrków.

Depuis 1999, elle fait partie de la nouvelle voïvodie de Łódź.

## Structure du terrain
D'après les données de 2007, la superficie de la commune de Rząśnia est de 86,37 kilomètres carrés, répartis comme telle :
- terres agricoles : 80 %
- forêts : 13 %

La commune représente 10,71 % de la superficie du powiat.

## Démographie
Données du 31 décembre 2007 :
| Description        | Total  | Total | Femmes | Femmes | Hommes | Hommes |
| ------------------ | ------ | ----- | ------ | ------ | ------ | ------ |
| Unité              | Nombre | %     | Nombre | %      | Nombre | %      |
| Population         | 4 814  | 100   | 2 448  | 50,9   | 2 366  | 49,1   |
| Densité (hab./km²) | 56     | 56    | 28     | 28     | 27     | 27     |